# الیونورا لوبیانکو
الیونورا لوبیانکو (ایتالیایی: Eleonora Lo Bianco؛ زادهٔ ۲۲ دسامبر ۱۹۷۹) بازیکن والیبال اهل ایتالیا عضو تیم ملی والیبال زنان ایتالیا و باشگاه والی برگامو است. مدال طلا قهرمانی جهان ۲۰۰۲ مهمترین دست‌آورد او با ایتالیا محسوب می‌شود. او که نام مخفف لئو او را بسیار محبوب کرده است در تاریخ ایتالیا ارزشمندترین پاسور محسوب می‌شود. او و هم‌تای تایلندی خود نوتسارا تم‌کم در صدر بهترین پاسورهای جهان قرار دارند. لوبیانکو به اخلاق خوش و برخوردهای عاطفی با هواداران نیز مشهور است. گفتنی است آلسیا اُرّو و اوفلیا مالینف دو پاسور جوان باشگاه کلاب ایتالیا از او الگو برداری کرده‌اند. لو بیانکو غیر از یک دوره که سینیوریله بهترین پاسور کاپ ایتالیا شد، همواره بهترین بازیکن در پست تخصصی خود بوده است.